# Wisła Warszawa 2019-2020
Questa voce raccoglie le informazioni riguardanti il Wisła Warszawa nelle competizioni ufficiali della stagione 2019-2020.

## Organigramma societario
Area direttiva
- Presidente: Grzegorz Kulikowski

Area tecnica
- Allenatore: Dejan Desnica
- Allenatore in seconda: Joanna Podoba
- Scout man: Jakub Kulikowski

Area sanitaria
- Fisioterapista: Łukasz Dworakowski

## Rosa
| N° | Nome                 | Ruolo | Data di nascita   | Nazionalità sportiva |
| -- | -------------------- | ----- | ----------------- | -------------------- |
| 1  | Adrianna Adamek      | L     | 23 settembre 1998 | Polonia              |
| 1  | Weronika Kraszewska  | L     | 3 aprile 2001     | Polonia              |
| 3  | Katarzyna Marcyniuk  | S     | 25 aprile 1995    | Polonia              |
| 5  | Nikolle Correa       | S     | 13 febbraio 1985  | Brasile              |
| 6  | Agnieszka Banasiak   | C     | 4 settembre 1996  | Polonia              |
| 7  | Katarzyna Urbanowicz | S     | 20 marzo 1996     | Polonia              |
| 8  | Ewelina Mikołajewska | S     | 20 giugno 1992    | Polonia              |
| 9  | Aleksandra Szymańska | S     | 2 giugno 1991     | Polonia              |
| 10 | Katarzyna Połeć      | C     | 13 febbraio 1989  | Polonia              |
| 10 | Paulina Biranowska   | L     | 6 agosto 1985     | Polonia              |
| 11 | Joyce da Silva       | O     | 13 giugno 1984    | Brasile              |
| 11 | Małgorzata Zaciek    | O     | 4 luglio 1990     | Polonia              |
| 12 | Monika Lipińska      | S     | 3 ottobre 1986    | Polonia              |
| 13 | Olena Novhorodčenko  | P     | 5 febbraio 1988   | Ucraina              |
| 13 | Anna Widera          | O     | 16 febbraio 1995  | Polonia              |
| 14 | Katarzyna Nadziałek  | P     | 10 settembre 1988 | Polonia              |
| 16 | Aleksandra Lipska    | S     | 25 febbraio 1998  | Polonia              |

## Risultati

### Liga Siatkówki Kobiet

#### Girone di andata
| 1ª giornata - 12 ottobre 2019 Arena Ursynów, Varsavia      | Wisła Warszawa  | 1 - 3 | Wrocław            | 23-25, 26-28, 25-23, 21-25        |
| 2ª giornata - 19 ottobre 2019 Hala Łuczniczka, Bydgoszcz   | Pałac Bydgoszcz | 3 - 0 | Wisła Warszawa     | 26-24, 25-23, 26-24               |
| 3ª giornata - 28 ottobre 2019 Arena Ursynów, Varsavia      | Wisła Warszawa  | 0 - 3 | Budowlani Łódź     | 23-25, 17-25, 13-25               |
| 4ª giornata - 8 novembre 2019 Hala Podpromie, Rzeszów      | Wisła Warszawa  | 0 - 3 | Developres Rzeszów | 20-25, 15-25, 14-25               |
| 5ª giornata - 16 novembre 2019 Hala Policach, Police       | Chemik Police   | 3 - 1 | Wisła Warszawa     | 21-25, 25-19, 25-18, 25-15        |
| 6ª giornata - 24 novembre 2019 Arena Ursynów, Varsavia     | Wisła Warszawa  | 1 - 3 | BKS                | 19-25, 22-25, 28-26, 19-25        |
| 7ª giornata - 1º dicembre 2019 Łódź Sport Arena, Łódź      | ŁKS             | 3 - 0 | Wisła Warszawa     | 25-16, 25-22, 25-19               |
| 8ª giornata - 7 dicembre 2019 Arena Ursynów, Varsavia      | Wisła Warszawa  | 2 - 3 | Kalisz             | 25-16, 24-26, 25-20, 20-25, 11-15 |
| 9ª giornata - 11 dicembre 2019 Hala MOSiR, Radom           | Radomka         | 3 - 2 | Wisła Warszawa     | 25-16, 15-25, 23-25, 25-13, 15-8  |
| 10ª giornata - 13 dicembre 2019 Arena Ursynów, Varsavia    | Wisła Warszawa  | 1 - 3 | PTPS               | 17-25, 23-25, 25-22, 18-25        |
| 11ª giornata - 21 dicembre 2019 Arena Legionowo, Legionowo | Legionovia      | 3 - 0 | Wisła Warszawa     | 25-20, 25-20, 25-19               |

#### Girone di ritorno
| 12ª giornata - 4 gennaio 2020 Hala Orbita, Breslavia        | Wrocław            | 3 - 0 | Wisła Warszawa  | 26-24, 25-12, 25-20 |
| 13ª giornata - 19 febbraio 2020 Hala Łuczniczka, Bydgoszcz  | Wisła Warszawa     | 0 - 3 | Pałac Bydgoszcz | 15-25, 10-25, 23-25 |
| 14ª giornata - 18 gennaio 2020 Łódź Sport Arena, Łódź       | Budowlani Łódź     | 3 - 0 | Wisła Warszawa  | 25-0, 25-0, 25-0    |
| 15ª giornata - 25 gennaio 2020 Hala Podpromie, Rzeszów      | Developres Rzeszów | 3 - 0 | Wisła Warszawa  | 25-13, 25-16, 25-13 |
| 16ª giornata - 29 gennaio 2020 Łódź Sport Arena, Łódź       | Wisła Warszawa     | 0 - 3 | Chemik Police   | 13-25, 19-25, 11-25 |
| 17ª giornata - 2 febbraio 2020 Hala BKS Stal, Bielsko-Biała | BKS                | 3 - 0 | Wisła Warszawa  | 25-8, 25-18, 25-17  |
| 18ª giornata - 8 febbraio 2020 Hala Koło, Varsavia          | Wisła Warszawa     | 0 - 3 | ŁKS             | 11-25, 16-25, 15-25 |
| 19ª giornata - 15 febbraio 2020 Arena Kalisz, Kalisz        | Kalisz             | 3 - 0 | Wisła Warszawa  | 25-16, 25-22, 25-10 |
| 20ª giornata - 22 febbraio 2020 Hala Koło, Varsavia         | Wisła Warszawa     | 0 - 3 | Radomka         | 20-25, 20-25, 10-25 |
| 21ª giornata - 26 febbraio 2020 Hala MOSiR, Piła            | PTPS               | 3 - 0 | Wisła Warszawa  | 25-12, 25-11, 25-9  |
| 22ª giornata - 29 febbraio 2020 Hala Koło, Varsavia         | Wisła Warszawa     | 0 - 3 | Legionovia      | 17-25, 23-25, 13-25 |

## Statistiche

### Statistiche di squadra
| Competizione          | Punti | In casa | In casa | In casa | In trasferta | In trasferta | In trasferta | Totale | Totale | Totale |
| Competizione          | Punti | G       | V       | P       | G            | V            | P            | G      | V      | P      |
| --------------------- | ----- | ------- | ------- | ------- | ------------ | ------------ | ------------ | ------ | ------ | ------ |
| Liga Siatkówki Kobiet | -1    | 11      | 0       | 11      | 11           | 0            | 11           | 22     | 0      | 22     |
| Totale                | -     | 11      | 0       | 11      | 11           | 0            | 11           | 22     | 0      | 22     |

G = partite giocate; V = partite vinte; P = partite perse

### Statistiche dei giocatori
| Giocatore        | Liga Siatkówki Kobiet | Liga Siatkówki Kobiet | Liga Siatkówki Kobiet | Liga Siatkówki Kobiet | Liga Siatkówki Kobiet | Totale | Totale | Totale | Totale | Totale |
| Giocatore        | P                     | PT                    | AV                    | MV                    | BV                    | P      | PT     | AV     | MV     | BV     |
| ---------------- | --------------------- | --------------------- | --------------------- | --------------------- | --------------------- | ------ | ------ | ------ | ------ | ------ |
| A. Adamek        | 11                    | 0                     | 0                     | 0                     | 0                     | 11     | 0      | 0      | 0      | 0      |
| A. Banasiak      | 13                    | 42                    | 22                    | 14                    | 6                     | 13     | 42     | 22     | 14     | 6      |
| P. Biranowska    | 2                     | 0                     | 0                     | 0                     | 0                     | 2      | 0      | 0      | 0      | 0      |
| N. Correa        | 3                     | 30                    | 25                    | 4                     | 1                     | 3      | 30     | 25     | 4      | 1      |
| J. da Silva      | 3                     | 61                    | 55                    | 6                     | 0                     | 3      | 61     | 55     | 6      | 0      |
| W. Kraszewska    | 1                     | 0                     | 0                     | 0                     | 0                     | 1      | 0      | 0      | 0      | 0      |
| M. Lipińska      | 7                     | 3                     | 1                     | 2                     | 0                     | 7      | 3      | 1      | 2      | 0      |
| A. Lipska        | 12                    | 124                   | 109                   | 8                     | 7                     | 12     | 124    | 109    | 8      | 7      |
| K. Marcyniuk     | 21                    | 161                   | 136                   | 18                    | 7                     | 21     | 161    | 136    | 18     | 7      |
| E. Mikołajewska  | 20                    | 158                   | 134                   | 5                     | 19                    | 20     | 158    | 134    | 5      | 19     |
| K. Nadziałek     | 11                    | 30                    | 19                    | 5                     | 6                     | 11     | 30     | 19     | 5      | 6      |
| O. Novhorodčenko | 5                     | 8                     | 5                     | 2                     | 1                     | 5      | 8      | 5      | 2      | 1      |
| K. Połeć         | 13                    | 87                    | 63                    | 22                    | 2                     | 13     | 87     | 63     | 22     | 2      |
| A. Szymańska     | 21                    | 125                   | 77                    | 28                    | 20                    | 21     | 125    | 77     | 28     | 20     |
| K. Urbanowicz    | 14                    | 18                    | 10                    | 8                     | 0                     | 14     | 18     | 10     | 8      | 0      |
| A. Widera        | 3                     | 2                     | 1                     | 1                     | 0                     | 3      | 2      | 1      | 1      | 0      |
| M. Zaciek        | 5                     | 26                    | 21                    | 5                     | 0                     | 5      | 26     | 21     | 5      | 0      |

P = presenze; PT = punti totali; AV = attacchi vincenti; MV = muri vincenti; BV = battute vincenti